# Viki Ospina
Viki Ospina seudónimo de María Victoria Villalba Stewart (Barranquilla 1948) es una fotógrafa colombiana, periodista profesional y una de las primeras reporteras gráficas del país. Ha participado en importantes producciones de cine Colombiano y es reconocida por sus ensayos fotográficos sobre cultura popular en Colombia y el Carnaval de Barranquilla.

## Biografía
María Victoria Villalba Stewart nació en Barranquilla en 1948 es hija de Vilma Stewart y Efraín Villalba. En 1969 se casa con el actor colombiano Sebastián Ospina con quien tuvo dos hijos, Lucas Ospina y Galia Ospina. y adopta el seudónimo fotográfico Viki Ospina. En la actualidad dicta clase de fotografía análoga en la Universidad de los Andes.

## Trayectoria
En 1970 incursiona en la fotografía con estudios al aire libre de jóvenes, niños y familias bogotanas, en 1973 se vincula al diario colombiano El Periódico dirigido por Consuelo de Montejo donde publicó el fotorreportaje "Más vale una palma africana que la vida de un trabajador colombiano". En 1975 empieza a trabajar en la revista Cromos donde publica la foto "La Gallada" o "Los Gamines" que fue utilizada como portada del libro del escritor francés Jacques Meunier "Les gamins de Bogota" (1977). Esta fotografía hace parte de la Colección de Arte del Banco de la República de Bogotá y fue incluida en la exposición Urbes Mutantes. Durante la década de 1970 fue la fotógrafa oficial del presidente colombiano Alfonso López Michelsen a la par que estaba vinculada con el Movimiento Obrero Independiente Revolucionario de izquierda MOIR. Es una de las primeras fotorreporteras en el país y en 1985 cubre para la Agencia Internacional de Noticias Reuters la toma del palacio de justicia en Bogotá. Su trabajo siempre se ha enfocado en la cultura e identidad popular, lo que la ha motivado a desarrollar series y secuencias. Su ensayo fotográfico "Miradas en el cruce de los tiempos" sobre el carnaval de Barranquilla fue expuesto en la Galería Grande Halle de la Villette de París. Entre 1994 y 2002 expuso el proyecto "Arte fotográfico para un espacio de mucho público" en las salas de los muelles nacional e internacional de aeropuerto El Dorado de Bogotá, sobre la condición humana reflejada en fotografías. También ha trabajado en la fotofija de los cortometrajes, largometrajes y series para televisión: Cuartico Azul, María Cano (1990), Tiempo para Amar, Crónicas de una generación trágica (1993), entre otros. Actualmente trabaja en el departamento de Arte de la Universidad de los Andes, Bogotá donde se ha desempeñado como docente desde 2004.

## Trabajos y publicaciones
Periódicos: El Tiempo, El Espectador, El Pueblo, Diario del Caribe, El Heraldo, Vanguardia Liberal, El Colombiano, La Prensa, Washington Post.
Revistas y publicaciones seriadas: Boletín Cultural Biblioteca Luis Ángel Arango, Cuaderno de Cine de la Cinemateca de Bogotá, Revista Ojo al cine, Revista Arte Museo de Arte Moderno de Bogotá, Revista Fotografía Contemporánea, Revista Arte en Colombia-Art Nexus, Revista Vigencia de Buenos Aires, Revista Cromos, Revista Gaceta de Colcultura, Revista Diners.
Libros: Aluna de Colcultura, Los Gamines de Bogotá de Jaques Meunier, Fotografía Colombiana Taller la Huella, Ciclovías de Bogotá para el Ciudadano Villegas y Asociados, Notas de Cine Jaime Manrique.

## Distinciones
1993 Condecoración "Honor al mérito artístico y excelencia fotográfica" Instituto Distrital de Cultura y Turismo.
1985 Beca Colcultura "Del realismo mágico al realismo Colombiano"

## Exposiciones

### Individuales
1978 "Fotografía" Exposición Retrospectiva Biblioteca Luis Ángel Arango
1983 "Carnaval" Color cibachorme. Temas Carnaval de Barranquilla, Fiesta del Sol Cuzco, Personajes de Nueva York, Galería Fotográfica Colseguros, Bogotá Salón XX del Banco de Colombia, Medellín y Planetario Distrital, Bogotá.
1997 "Dos miradas cruzadas en el tiempo del realismo Mágico al Realismo Cotidiano" Galería la Aduana, Barranquilla y Archivo General de la Nación Bogotá
1998 "Miradas en el cruce de los tiempos" Galería Grand Halle de la Villette de París
1994-1999 "Arte fotográfico para un espacio de mucho público" en las salas de los muelles nacional e internacional de aeropuerto El Dorado de Bogotá

### Colectivas
1980 "Colombia en Blanco y Negro" Bienal de Venecia
1980 "Salón de Agosto" Museo de Arte Contemporáneo de Bogotá
1982 "Danza tradicional" Artesanías de Colombia
1983 "Vivencias Carnaval de Barranquilla" Cámara de Comercio, Barranquilla
1983 "En busca de una Identidad Expresiones en torno a lo femenino" Biblioteca Nacional, Bogotá
1984 "Hecho en Latinoamérica" Museo de Bellas Artes de la Habana, Cuba
1985 "Mito, Rito, Juego y Fiesta" Museo Arte Religioso de Bogotá
1986 Segunda Bienal de la Habana, Cuba
1986 XXX Salón Anual de Artistas Colombianos Museo Nacional, Bogotá
1986 "Arte Fotográfico" Museo Arte Contemporáneo de Bogotá
1987 Intergratik 87, Berlín
1987 "Fotógrafos Colombianos Contemporáneos" Museo de Arte Moderno de Bogotá
1988 "Encuentro de dos culturas" II Jornada Regional de Colcultura, Bogotá
1989 "Primera muestra de fotógrafos de Colcultura" Biblioteca Nacional, Bogotá
1990 XXXIII Salón Nacional de Artistas, Bogotá
1990 "5x5 Cinco Fotógrafos Colombianos, Cinco Fotógrafos Venezolanos, Cinco Fotógrafos Norteamericanos", Biblioteca Luis Ángel Arango.
1990 "El Paisaje", Galería El Museo, Bogotá
1991 "Mujeres para el siglo XXI" Museo Nacional
1994 XXXV Salón Nacional de Artistas, Corferias, Bogotá
1994 "Colombia en la Óptica Femenina" Exposición Itinerante: Rumania, Polonia, Federación Rusa, Hungría, República Checa.
1995 "Foto-Fija" Cinemateca Distrital, Bogotá
1999 "Mujeres en Escena" Fundación Gilberto Alzate Avendaño, Bogotá
2017 "Festival de Fotografía Internacional" Arlés, Francia